# لمروق (ردفان)

تعديل مصدري - تعديل

لمروق هي إحدى قرى عزلة الحبيلين بمديرية ردفان التابعة لمحافظة لحج، بلغ تعداد سكانها 155 نسمة حسب تعداد اليمن لعام 2004.